# Bernie Ibini-Isei
Bernie Alpha Ibini-Isei (Port Harcourt, Nigeria, 12 de octubre de 1992) es un futbolista australiano. Juega de delantero.

## Selección nacional
Ha sido internacional con la selección de Australia en 2 ocasiones. También lo ha sido con la sub-20 en 6 ocasiones anotando un gol.

## Clubes
| Club                                  | País                   | Año       |
| ------------------------------------- | ---------------------- | --------- |
| Central Coast Mariners F. C.          | Australia              | 2011-2013 |
| Shanghái SIPG                         | China                  | 2013-2015 |
| Central Coast Mariners F. C. (cedido) | Australia              | 2014      |
| Sydney F. C. (cedido)                 | Australia              | 2014-2015 |
| Club Brujas                           | Bélgica                | 2015-2017 |
| Sydney F. C. (cedido)                 | Australia              | 2016-2017 |
| Vancouver Whitecaps                   | Canadá                 | 2017-2018 |
| Emirates Club                         | Emiratos Árabes Unidos | 2018-2019 |
| Jeonbuk Hyundai Motors                | Corea del Sur          | 2019      |
| Newcastle United Jets F. C.           | Australia              | 2020      |
| Western Sydney Wanderers F. C.        | Australia              | 2020-2022 |
| Lion City Sailors F. C.               | Singapur               | 2023      |

## Palmarés

### Campeonatos nacionales
| Título     | Club                         | País          | Año     |
| ---------- | ---------------------------- | ------------- | ------- |
| A-League   | Central Coast Mariners F. C. | Australia     | 2012-13 |
| Pro League | Club Brujas                  | Bélgica       | 2015-16 |
| A-League   | Sydney F. C.                 | Australia     | 2016-17 |
| K League 1 | Jeonbuk Hyundai Motors       | Corea del Sur | 2019    |